# Gelete Burka
Gelete Burka Bati, etiopska atletinja, * 23. januar 1986, Kofele, Etiopija.
Nastopila je na olimpijskih igrah v letih 2008, 2012 in 2016, dosegla je peto mesto v teku na 5000 m in osmo v teku na 10000 m. Na svetovnih prvenstvih je leta 2015 osvojila srebrno medaljo v slednji disciplini, na svetovnih dvoranskih prvenstvih naslov prvakinje v teku na 1500 m leta 2008 ter bronasti medalji v teku na 1500 m in 3000 m, na afriških prvenstvih pa zlato in srebrno medaljo v teku na 1500 m.